# 真瀬正義
真瀬正義（ませまさよし、1972年5月23日 - ）は、日本の実業家。キーウォーカー創業者。2022年5月に代表取締役を退任。
愛称はマッセー。趣味はマラソン、映画鑑賞、読書
大学時代から日本語自然文検索技術を研究しており、これをキーウォーカーで実用化している。

## 経歴
都留文科大学文学部卒業。
- 1996年4月 日立ソフトウェアエンジニアリング株式会社に入社。
- 2000年11月 株式会社キーウォーカー（旧称(株)きゃむネット）設立
- 2003年5月 ゴルトンエンターテイメント株式会社（後にきゃむネットに吸収 合併）設立。

## エピソード
- 2009年9月から95kgあった体重を4ヶ月30kgダイエットすることをtwitter上で宣言し、経過を公開。運動と食習慣改善により、4ヶ月間で30kg減量し65kgになることに成功した。ダイエット期間中におこなったジョギングがきっかけでマラソンにはまり、現在はフルマラソンでのサブスリー達成を目指している。